# The Beginning and the End
The Beginning and the End è un album in studio da solista del rapper statunitense Bizzy Bone, pubblicato nel 2004.

## Tracce
1. Time Travel (feat. Prince Rasu, Thug Queen)
2. Stress Builds (feat. Big B, Prince Rasu)
3. Try Hustle Me (feat. Hollis Jae)
4. Weed Song (feat. Big B, Capo, Prince Rasu, Weezy)
5. Split Personalities (feat. Capo)
6. Be Careful Pt. 2 (feat. Big B, Prince Rasu)
7. Ride or Die (feat. Big B, Capo, Prince Rasu, Weezy)
8. Head To The Ground (feat. Layzie Bone)
9. Satan's Desciples
10. Feelin' Lovely
11. Hellafied Game
12. Hit the Reefah (feat. Big B)
13. Good vs Evil (feat. Prince Rasu)
14. Skit
15. ? Do We Die and Prayer